# 清水泰次
清水 泰次（しみず たいじ、1890年3月19日 - 1960年4月13日）は、日本の東洋史学者。

## 経歴
明治23年（1890年）、新潟県に生まれる。東京大学文学部東洋史学科卒業。早稲田大学教授、東京文理科大学教授をつとめる。中国明代の社会経済史を専攻し、「明代土地経済史の研究」「中国近世社会経済史」などをあらわす。昭和35年（1960年）4月13日死去。享年70。

## 著書
- 支那の家族と村落の特質   文明協会  1927年
- 東洋史教授参考資料   文学社  1927年
- 支那の家族と村落   文明協会  1928年
- 東洋史綱要   文学社  1929年
- 明代史   平凡社  1935年
- 東洋近世史   建文館  1940年
- 東洋史講演   早稲田大学出版部  1943年
- 東洋史原論   早稲田大学出版部  1950年
- 中国近世社会経済史   西野書店  1950年